# Amphipoea hoenei
Amphipoea hoenei är en fjärilsart som beskrevs av Heydemann 1942. Amphipoea hoenei ingår i släktet Amphipoea och familjen nattflyn. Inga underarter finns listade i Catalogue of Life.